# Indian Railways WDS-3 sorozat
Az Indian Railways WDS-3 sorozat dízel-hidraulikus tolatómozdony-sorozat, melyet a német Maschinenbau Kiel gyártott az Indian Railways számára. A WDS-3 típusjelölés jelentése: széles nyomtávolságú dízel-tolatómozdony, harmadik generáció. A típust elsősorban az északi vasúti zónában használták. 1967-ben a Chittaranjan Locomotive Works a MaK licence alapján megépítette a sorozat továbbfejlesztett változatát, a WDS-3 mozdonyokat 1976 és 1978 között ehhez hasonlóan átalakították. A sorozatot az 1990-es évek végéig kivonták az állományból, majd az összes egységet leselejtezték.

## Történet
A WDS-3 sorozat története az 1960-as évek elejéig vezethető vissza, amikor az Indian Railways ki akarta elégíteni a tolatómozdonyok iránti növekvő igényt. A WDS-3 sorozatot a Maschinenbau Kiel (MaK) tervezte és gyártotta a Research Design and Standards Organisation (RDSO) által lefektetett specifikációk alapján. A mozdony számos elemét a DB V 60 sorozatú mozdonyoktól vették át. A WDS-3 az indiai Suri vállalat által külön ehhez a típushoz tervezett hidromechanikus hajtóművet kapott és elsősorban tolatási feladatok ellátására tervezték. Ennek érdekében a Suri-hajtóműhöz hátrameneti és kétfokozatú tartományváltót kapcsoltak; az alacsonyabb tolatófokozatban a legnagyobb elérhető sebesség 27 km/h, míg a nagyobb fővonali fokozatban 65 km/h.
Később az Indian Railways úgy döntött, hogy a Chittaranjan Locomotive Workstől (CLW) hasonló mozdonyokat fog rendelni. Ezeket a mozdonyokat a WDS-4/WDS-4A/WDS-4B/WDS-4D sorozatokként jelölték és összesen 538 példányt gyártottak, 107-et MaK-hajtóművel. A WDS-3 mozdonyokat 1976 és 1978 között a CLW A WDS-4B specifikációját követve átalakította, majd az Indian Railways a WDS-4C sorozatba sorolta be azokat. Az 1990-es évek végére a típust kivonták a szolgálatból, majd az összes egységet leselejtezték.

## Mozdonylista
| MaK 650 C mozdonyok listája |             |           | |
| Gyártási szám               | Gyártás éve | Pályaszám | Megjegyzés |
| 600330                      | 1961        | 19046     | 1976 és 1978 között új motort és hajtóművet kapott, majd átsorolták a WDS-4C sorozatba, az 1990-es évek végére leselejtezték |
| 600331                      | 1961        | 19047     | 1976 és 1978 között új motort és hajtóművet kapott, majd átsorolták a WDS-4C sorozatba, az 1990-es évek végére leselejtezték |
| 600332                      | 1961        | 19048     | 1976 és 1978 között új motort és hajtóművet kapott, majd átsorolták a WDS-4C sorozatba, az 1990-es évek végére leselejtezték |
| 600333                      | 1961        | 19049     | 1976 és 1978 között új motort és hajtóművet kapott, majd átsorolták a WDS-4C sorozatba, az 1990-es évek végére leselejtezték |
| 600334                      | 1961        | 19050     | 1976 és 1978 között új motort és hajtóművet kapott, majd átsorolták a WDS-4C sorozatba, az 1990-es évek végére leselejtezték |
| 600335                      | 1961        | 19051     | 1976 és 1978 között új motort és hajtóművet kapott, majd átsorolták a WDS-4C sorozatba, az 1990-es évek végére leselejtezték |
| 600336                      | 1961        | 19052     | 1976 és 1978 között új motort és hajtóművet kapott, majd átsorolták a WDS-4C sorozatba, az 1990-es évek végére leselejtezték |

## Fordítás
- Ez a szócikk részben vagy egészben  az   Indian locomotive class WDS-3 című angol Wikipédia-szócikk ezen változatának fordításán alapul.  Az eredeti cikk szerkesztőit annak laptörténete sorolja fel. Ez a jelzés csupán a megfogalmazás eredetét és a szerzői jogokat jelzi, nem szolgál a cikkben szereplő információk forrásmegjelöléseként.